# 東勢尾
東勢尾，是臺灣臺中市大安區的一個傳統地域名稱，位於該區南部。相較於今日行政區，其範圍大致包括東安里不含東北部凸出部分及西北部邊界地帶、南埔里東部邊界地帶，以及清水區的高北里大甲溪北岸部分的東段。

## 歷史
台灣清治末期，東勢尾地區為一街庄，稱為「東勢尾庄」，隸屬於苗栗三堡。該庄北與中庄、福興庄為鄰，東北與后厝仔庄為鄰，東邊及南邊東段與六塊厝庄為鄰，南邊西段與高美庄為界，西邊為南埔庄、南庄。
1901年（日明治三十四年）11月，全台廢縣廳改設二十廳，該庄隸屬於苗栗廳。1903年（明治三十六年）6月，該庄編入「十八庄區」，仍隸屬於苗栗廳。1909年（明治四十二年）10月，全台二十廳合併為十二廳，苗栗廳廢止，十八庄區改隸屬於臺中廳。1920年（大正九年），全台地方制度大改正，該庄改制為「東勢尾」大字，隸屬於臺中州大甲郡大安庄。
戰後大安庄改制為大安鄉，隸屬於臺中縣，大字亦改制為村。1950年10月，中、彰、投分治，大安鄉隸屬不變。2010年12月，隨著臺中縣、市合併為直轄臺中市，大安鄉改制為大安區，村亦改制為里。

## 聚落
本地區發展較早的聚落為浦羗林（埔姜林），在日治期初期的官方地圖上已有記載。此外，本地區尚有東勢尾、南勢厝等聚落。

## 交通
區道中7線（中山南路）是田心子至水汴頭道路，大致以西北—東南走向蜿蜒經過本地區東北部。由該道路向西北可前往中庄、龜殼、溪洲西北部的頂龜殼、海墘厝、北汕、下大安、田心子並止於安田庄，向東南可前往六塊厝東北部水汴頭聚落並止於省道台1線路口。
區道中19線（福東路、福東一路）是福興至東勢尾的道路，其南側端點位於本地區中部偏南的大甲溪北岸堤防道路路口。由此向北北東蜿蜒而行，出境後可前往福興、後厝仔邊界地帶並止於區道中18線路口。